# Мирак (село)
Мирак (арм. Միրաք) — село в Арагацотнской области Армении.

## География
Село расположено в северной части марза, на левом берегу реки Касах, на расстоянии 37 километров к северо-северо-западу (NNW) от города Аштарак, административного центра области. Абсолютная высота — 2025 метров над уровнем моря.
Климат
Климат характеризуется как умеренно холодный, влажный (Dfb в классификации климатов Кёппена). Среднегодовая температура воздуха составляет 4,4 °C. Средняя температура самого холодного месяца (января) составляет −7,4 °С, самого жаркого месяца (августа) — 15,6 °С. Расчётная многолетняя норма атмосферных осадков — 548 мм. Наибольшее количество осадков выпадает в мае (96 мм).

## Население
| Год переписи | Население          | Население          | Население          | Население            | Население            | Население            |
| Год переписи | Наличное население | Наличное население | Наличное население | Постоянное население | Постоянное население | Постоянное население |
| Год переписи | Всего              | Мужчины            | Женщины            | Всего                | Мужчины              | Женщины              |
| ------------ | ------------------ | ------------------ | ------------------ | -------------------- | -------------------- | -------------------- |
| 2001         | 72                 | 33                 | 39                 | 90                   | 44                   | 46                   |
| 2011         | 124                | 68                 | 56                 | 125                  | 69                   | 56                   |